# Cundinamarca (taxon)
Cundinamarca is een geslacht van vlinders van de familie spanners (Geometridae), uit de onderfamilie Ennominae.

## Soorten
- C. indistincta Warren, 1904
- C. nigralbata Dognin, 1913
- C. subalbata Dognin, 1910